# Lyngsaa
Lyngsaa Kirkedistrikt  was een kerkdistrict van de Deense Volkskerk in de Deense gemeente Sæby. De parochie maakte deel uit van het bisdom Aalborg en telt 1188 kerkleden op een bevolking van 1188 (2004). In 2010 werden kirkedistrikten opgeheven. De meeste werden zelfstandige parochies. Lyngsaa werd geen zelfstandige parochie, maar ging op in Albæk, waarbij de naam werd gewijzingd in Albæk-Lyngsaa.
Lyngsaa kreeg in 1902 een eigen kerk welke gewijd is aan de apostel Paulus.
Abildgård · Albæk · Åsted · Bangsbostrand · Elling · Flade · Frederikshavn · Gærum · Hørby · Hulsig · Jerup · Karup · Kvissel · Lyngsaa · Østervrå · Råbjerg · Sæby · Skærum · Skæve · Skagen · Torslev · Understed · Volstrup